# Đảo san hô vòng Ailuk

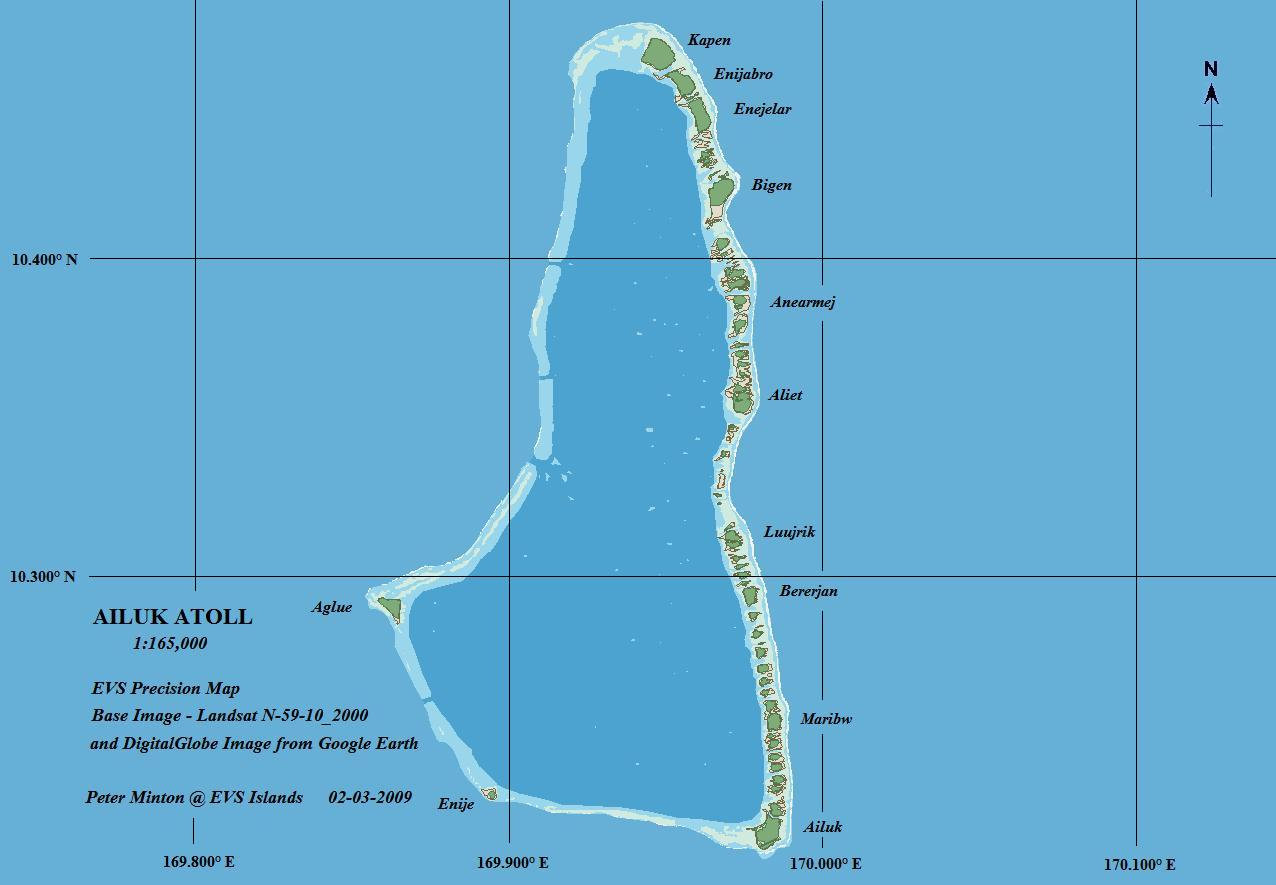
Bản đồ đảo Ailuk

Ailuk (tên tiếng Anh: Ailuk Atoll) là đảo san hô vòng gồm 57 đảo nằm trên Thái Bình Dương thuộc chuỗi đảo Ratak của quần đảo Marshall. Đảo có diện tích đất liền 5.4 km2, và bao phủ phá nước có diện tích 177.45 km2.